# Попина
Попина е село в североизточна България. То се намира в община Ситово, област Силистра.

## География
Попина се намира на 14 км от общинския център - Ситово и на 37 км от областния център - Силистра. Селото е на брега на река Дунав, с богата растителност и е известно с кайсиевите си масиви.

## История
За името на село Попина има две предположения.
Една част от възрастното население твърдят, че през Възраждането Попина са излезли много попове, отличаващи се с начетоността и уменията си да проповядват християнската религия. Те отивали да вършат това и в близките и далечни околни села. По този повод селището било наречено попското селище, а от там – Попина.
Други твърдят, че далеч преди Възраждането в селото имало свещеник, отличаващ се с хуманността, свободолюбието си и безграничната си ненавист към турските завоеватели и гръцкото фанариотство. В защита на невинното българско население свещеникът бил посечен от турците, а селото наречено попско село – Поп Кьой.
В първите писмени документи селото се среща с наименованието Попина.
През IV век римляните построяват военно укрепление в днешните попински земи, познато с наименованието „Калето“. До военните укрепления на римляните се оформяли селища, в които живеели граждани, обслужващи войската.
В Калето в онова далечно минало съществувала гостилница (Popina) в която подкрепяли силите си пътуващите между две големи дунавски крепости – Дуросторум (Силистра) и Трансмариска (Тутракан). Около гостилницата възникнало селище, което постепенно нараснало. Затова може би днес местността в непосредствена близост на изток от „Калето“ се нарича „Градище“, както го наричали славяните след идването си в попинските земи. Вероятно те запазили наименованието Попина.
От историческите данни се съди, че още през IV век. Попина съществува като селище. През различните епохи тук са кръстосвали различни племена и народности, които безспорно оставили следи от себе си и в етническия състав на населението.
Днешното население на селището се смята за коренно население, останало още от Второто българско царство. Населението спада към гребенско – елийското. Гребенците носят наименованието си от гребена на младоженката (женска шапка, която е направена като гребен на петел и се носи от младата булка до 10 години – докато добие 3 – 4 деца) Гребенът се казва още и „скуфия“.
Попина се сочи като чисто българско село. Гребенци са известни като консервативни пазители на всички стари особености.
През XIX век в Попина се заселват малък брой българи от Търновско, Дряновско, Еленско, Карловско и други места. Тия родове били наречени балканджии и горненци.
По време на румънското господство са регистрирани многобройни нападения, опити за самоуправство и побой от страна на румънски колонисти над жители на селото и окръга.
След Румънската колонизация в селото се заселват около 40 семейства от Алмали.
В последните години на Третото българско царство в селото е регистрирана дейността на бранническа дружина.

## Културни и природни забележителности
- Църква „Св. Георги Победоносец“
- Народно Читалище „Никола Йонков Вапцаров“. Към читалището действа самодеен състав – женска певческа група и е изградена музейна експозиция.

## Редовни събития
- Всяко лято, обикновено в първата десетдневка на август, се провежда Празник на Дунав на брега на реката. Типични традиционни игри, запазени от миналото, са преплуването на Дунав, хващане на прасенце, ходене по намазана с грес дървена греда над водата.
- Селски събор – Гергьовден (06.05)

## Други
Археологически особености
При разкопки в местността „Дренчето“ е намерена керамика от тракийско време. По-богати са находките в попинското землище от римската епоха (IV-VI век), открити в местността „Калето“. При разкопките през 1954 г. се установяват два културни пласта – долен (античен) и долен (средновековен).
Местността „Калето“ е била римски военен лагер, разположен между важните крепости на Дунав – Дорусторум (Силистра) и Трансмариска (Тутракан), където минава римски път, останките от който личат и днес.
Изследвани са 4 раннославянски селища: Джеджови лозя, Дренчето, Момчила (остров сред блатото в местността „Калето“).
Исторически паметници
Паметник на загиналите в Отечествената война – намира се в центъра на селото.

## Личности
Родени
- Илия Иванов Равалиев – учител; краевед; изследовател; автор на множество статии, книги и публикации за селото („Попина през вековете“ и др.)
- Евдокия – дългогодишна игуменка на манастира „Света Троица“ край гр. Велико Търново.

## Кметове на с. Попина
- 2003 – 2007 – Иван Петров Иванов – Партия „Съюз на Демократичните Сили“[4]
- 2007 – 2011 – Радка Здравкова Карарадова – БСП[5]
- 2011 – 2015 – Иван Петров Иванов – КП „ЗАЕДНО ЗА ОБЩИНА СИТОВО“: „ГЕРБ“, ПД „СОЦИАЛДЕМОКРАТИ“[6]
- 2015 – Светла Радева Удрева – БСДП[7]

## Други
Обичаи
- Бразая
- Коледари
- Кукери
- Тодоров ден (кушии)
- Великден – Лазаруване
- Данец